# ニコライ・レプニン

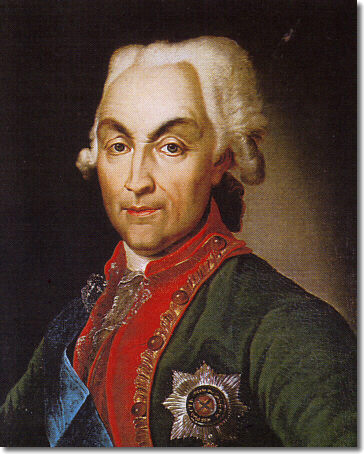
ニコライ・レプニン公

ニコライ・ヴァシーリエヴィチ・レプニン公爵（ロシア語: Никола́й Васи́льевич Репни́н、ユリウス暦1734年3月11日 - ユリウス暦1801年5月12日）は、帝政ロシアの政治家、外交官、将軍。ポーランド・リトアニア共和国の解体に重要な役割を果たした。

## 生涯
レプニンはサンクトペテルブルクに生まれ、帝国軍に出仕し、15歳の時には父親であるヴァシーリー・アニキートノヴィチ・レプニン公の下で1748年のライン戦役に従軍した。後に何度か外国で暮らす機会を得て、「完璧な発音のドイツ語」を習得した。7年戦争にも平の士官として従軍している。
1762年、皇帝ピョートル3世はレプニンを在プロイセン大使に任命した。同年、女帝エカチェリーナ2世はレプニンを在ポーランド全権大使に転任させた。着任してワルシャワに移った後、レプニンはイザベラ・チャルトリスカ公爵夫人と不倫関係にあると噂され、公爵夫人が1770年に産んだ長男アダム・イェジ・チャルトリスキ公爵の実の父親はレプニンだという噂も囁かれた。
ポーランド政府に対するロシア支配をより強化するうえで、レプニンは巧妙に政治力を発揮した。特別な指令を出して様々なプロテスタント宗派の貴族たちを集めた親ロシア党派を作り、彼らに国教徒であるカトリック貴族と同じ地位を与えることを決めたのである。もっとも、レプニンはプロテスタント達がロシアの味方になっても大した助けにはならないと考えていた。集まったプロテスタント勢力は同時に、エカチェリーナ女帝に対してポーランドの国政に関与しないよう請願を行ってもいたからである。
ロシアにさらなる国益をもたらすべく、レプニンは2つのプロテスタント連盟（スウツク連盟とトルン連盟）の結成を支援し、その後カトリックのラドム連盟（盟主はカロル・スタニスワフ・ラジヴィウ公爵）を結成させた。ただし、レプニン本人の書簡などをみると、彼自身はロシア政府から求められている陰謀まがいの政治手法を嫌っていたようである。レプニンはそれでも本国政府の指令に従い、さまざまな圧力を駆使し、1767年から1768年にかけて開かれた国会（「レプニン議会」と呼ばれる）であらゆる抗議を無視してロシアの思惑通りに事を進め、ポーランドは正式にロシアの属国になった。国会が開かれる前に、レプニンは自分の政策にはっきりと反対していた何人かの有力者、キエフ司教ユゼフ・アンジェイ・ザウスキや王冠領野戦ヘトマンのヴァツワフ・ジェヴスキらを逮捕し、カルーガの監獄へ送るように命じている。この強引な保護国化の決定は、すぐにバール連盟の結成につながった。同連盟はロシア全権大使の決定を実力行使で覆そうとしたが、成功しなかった。
レプニンは1768年にポーランド大使の地位を解かれ、今度はオスマン帝国とのロシア・トルコ戦争で司令官を務めるよう命じられた。モルダヴィアとワラキアの独立軍の司令官になったレプニンは、1770年にオスマン帝国軍がプルト川を渡るのを阻み、ラルガとカフルでの奮戦で武人としての名声を手にし、敵の支配するイズマイールとキリヤを占領した。1771年にはワラキアの最高司令官となり、ブカレストを占領した。ロシア軍総司令官のピョートル・ルミャンツェフ伯爵との口論がきっかけで更迭されたものの、1774年にはキュチュク・カイナルジ条約締結交渉を引き出したシリストラ占領作戦に参加している。1775年から1776年にかけ、レプニンは部下のヤコフ・ブルガーコフとともに、オスマン宮廷におけるロシア代表を務めている。
1778年にバイエルン継承戦争が勃発すると、レプニンは3万人の軍隊を率いてブレスラウに赴いた。そしてテッシェン条約締結に際してもロシア全権として立ち会い、オーストリアにプロイセンとの和平を結ばせた。
1787年に勃発した第2次ロシア・トルコ戦争では、レプニンは並いるロシア人司令官の中で最も成功を収めた、アレクサンドル・スヴォーロフの後任となった。レプニンはサルキアでトルコ軍を撃破し、トルコ側の総司令官ハサン・パシャの幕営地を完全に制圧し、ハサンをイズマイールに追い込んだ上で同市を陥落させようとしたが、グリゴリー・ポチョムキン公爵に制止された（1789年）。ポチョムキンが1791年に軍務を退くと、レプニンが後任の総司令官に就任し、マシンに陣取るトルコの大宰相を追い出し、1791年7月31日にはトルコ側にガラツィの和約を承認させている。
レプニンは第2次ポーランド分割後に新たにロシア領に組み込まれたリトアニア地域の総督となり、同地域でコシチュシュコ蜂起が発生すると、これを鎮圧すべくロシア軍を率いて戦った。皇帝パーヴェル1世は1796年、レプニンに元帥の地位を与えた。1798年、レプニンは外交交渉役としてベルリンとウィーンに送り込まれ、プロイセンを革命フランスと引き離し、フランス第1共和国に対抗するためハプスブルク帝国とプロイセンを連合させるという任務に従事した。しかしこの任務は失敗に終わり、レプニンは交渉役から外され、1801年にリガで死んだ。
レプニンには庶出の息子に詩人のイヴァン・プーニンがおり、またアダム・イェジ・チャルトリスキもレプニンとイザベラ・チャルトリスカとの不倫で生れた子供だと広く噂されていた。レプニンの嫡出子には娘が3人しかおらず、彼の死によってレプニン家の男系血統は絶えてしまうため、皇帝アレクサンドル1世は特別の許可を与えて、レプニンの孫のニコライ・ヴォルコンスキー公爵にレプニンの家名と祖父の紋章を受け継がせた。